# Musikalisches Opfer
Das Musikalische Opfer är en samling musik av Johann Sebastian Bach, baserat på ett musikaliskt tema av Fredrik den store och tillägnat honom. 
Samlingen har sitt ursprung i ett möte mellan Bach och Fredrik II den 7 maj 1747. Mötet ägde rum i kungens residens i Potsdam och berodde på att Bachs son Carl Philipp Emanuel blev anställd där som hovmusiker. Fredrik ville visa en nyhet för Bach: ett pianoforte som kungen ägde. Instrumentet hade uppfunnits några få år tidigare och Bach sägs inte ha sett något tidigare. Bach som var känd för sin improvisationsförmåga gavs ett tema av Fredrik för att improvisera en fuga:
Två månader efter mötet publicerade Bach en uppsättning stycken baserade på detta tema, den som vi nu känner som Musikalisches Opfer. 

## Diskografi i urval
- Ensemble Sonnerie. Virgin Classics.[2]